# Bachwiesengraben (Main, Margetshöchheim)
Der Bachwiesengraben ist ein gut ein Kilometer langer Bach in Unterfranken, der aus westsüdwestlicher Richtung kommend von links in den Main mündet.

## Verlauf
Der Bachwiesengraben entsteht im südwestlichen Maindreieck auf der Marktheidenfelder Platte im Naturraum 132.01 Eisinger Höhe im Margetshöchheimer Wald auf einer Höhe von etwa 210 m ü. NN in der Flur Bachgrund direkt nördlich der Gemarkungsgrenze von Zell am Main zu Margetshöchheim und südlich des Weges Bachwiese.
Der Bachwiesengraben läuft anfangs nordostwärts, mehr und mehr aber ostnordostwärts entlang dem genannten Talweg am linken Ufer und der ihn begleitenden Häuserzeile am linken Hangfuß durch ein enges Tal. Sein rechter Hang Scheckert ist lange bewaldet, der linke über den Häusern und unter den Gewannen Bachellern und Langellern fast von Anfang an ein verbuschtes Wein- oder Obstbaugebiet. Kurz vor Talende unterquert der Bach die Maintalbrücke Veitshöchheim der Schnellfahrstrecke Hannover–Würzburg und die Staatsstraße St 2300 und mündet schließlich unterhalb von Mainkilometer 245 im Naturraum 133.02 Maintal bei Veitshöchheim im Süden von Margetshöchheim auf einer Höhe von 168,5 m ü. NN von links in den aus dem Süden heranfließenden Main.

## Galerie

Bachwiesengraben im Margetshöchheimer Gemeindewald
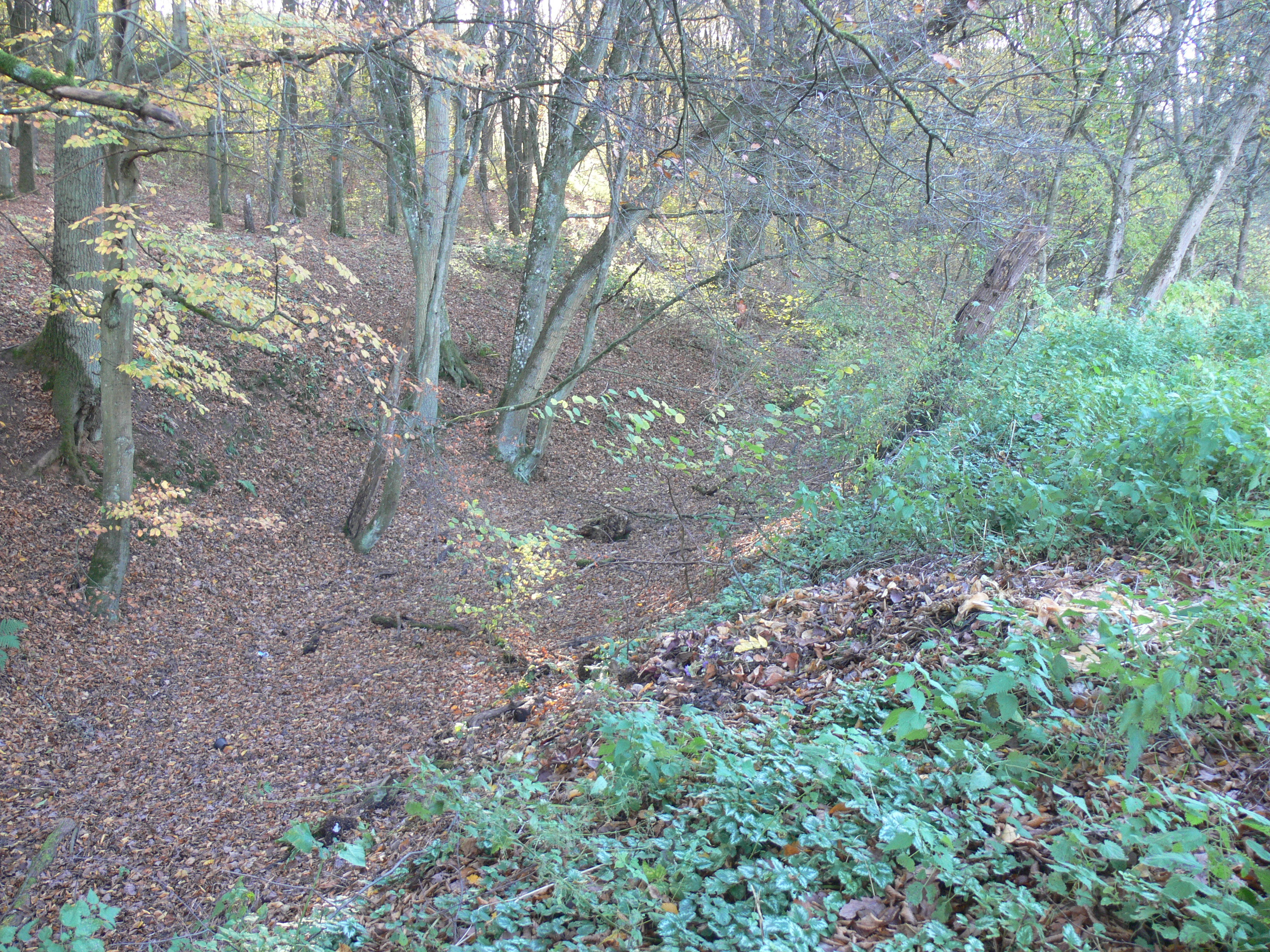
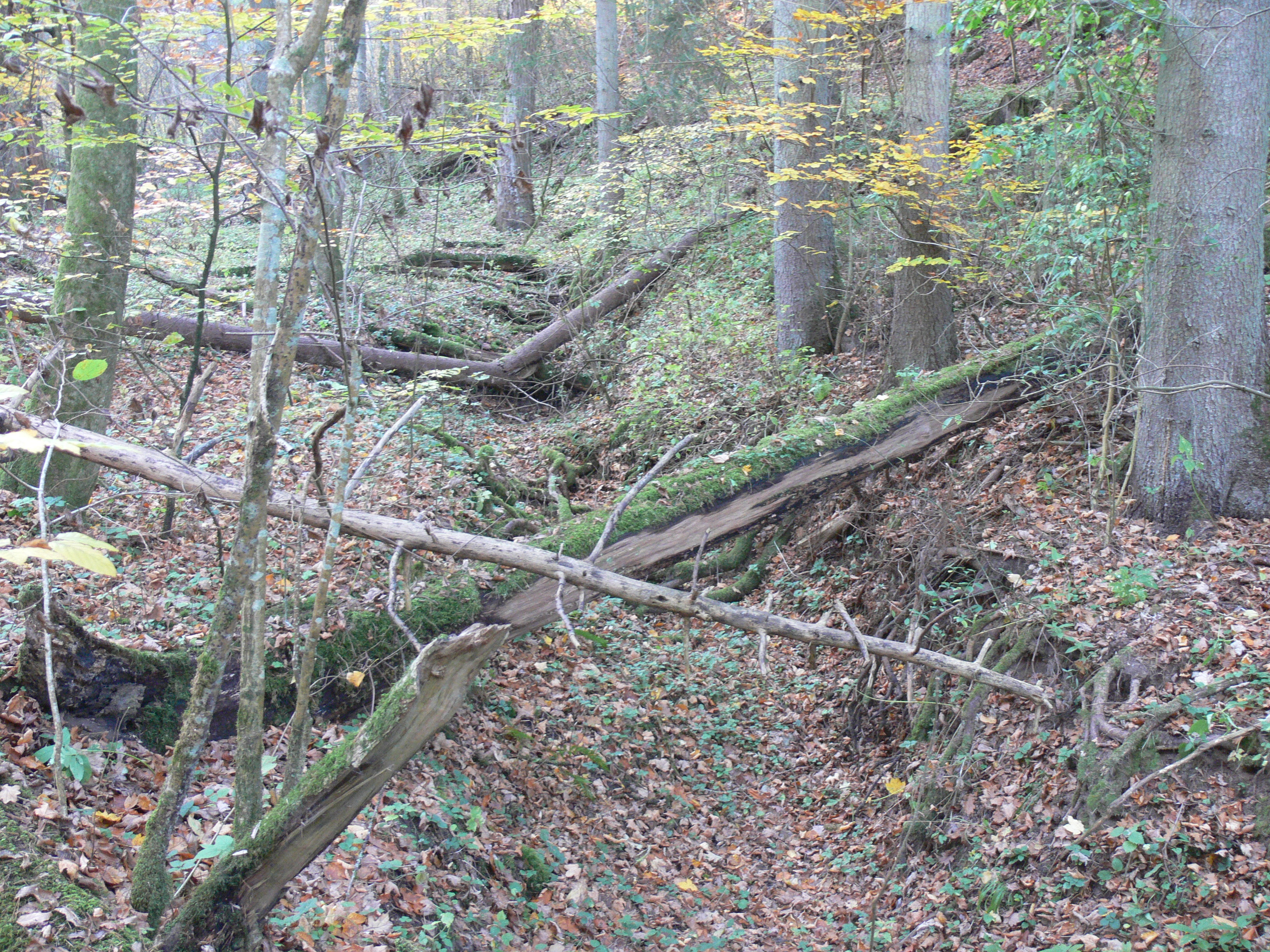
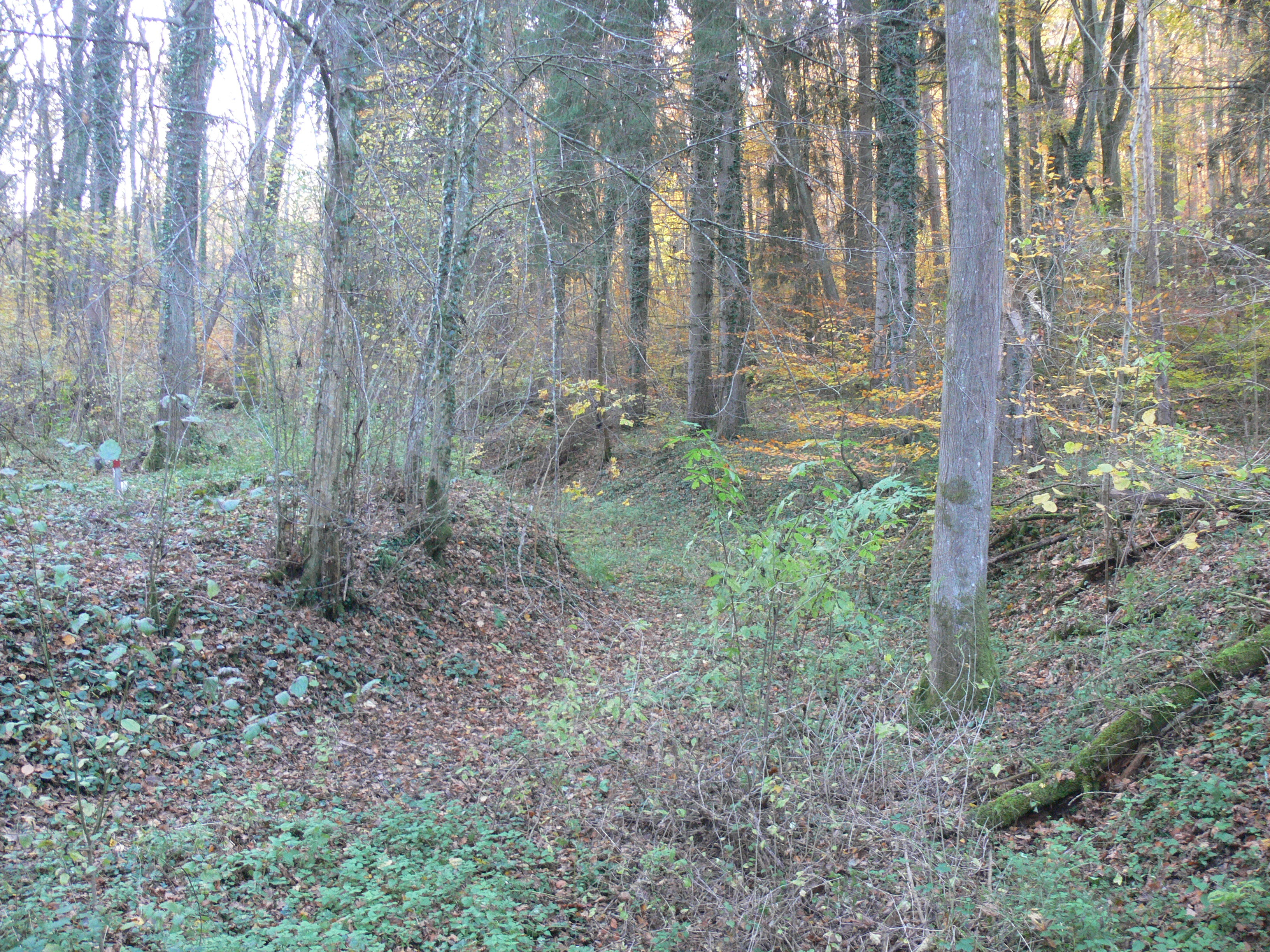